# Анусапати
Анусапати, Анушанатха или Анушапати, второй правитель Сингасари, индуистского государства, распологавщегося в центральной и восточной части острова Ява. Правил в 1227—1248 годах.

## Предыстория
В начале XIII в. на о. Ява сосуществовали два государства — королевство Сунда на западе и Кедири в центральной и восточной части. При последнем короле династии Кедири — Кертаджайе (1194—1222) государство находилось в глубоком кризисе из-за интенсивного храмового строительства, которое подрывало ресурсы страны. В результате обострившейся социальной напряжённости на востоке Явы началось крестьянское восстание, которое возглавил простолюдин Кен Арок. Вначале он захватил власть в княжестве Тумапел, являвшемся вассалом королевства Кедири, а затем, разбив в 1222 году последнего короля Кедири Кертаджайю в битве у деревни Гантер, захватил власть в центральной и восточной Яве, основав собственное королевство Сингасари.

## Ранние годы
Согласно полумифической яванской исторической хронике Параратон,предводитель крестьянского восстания на Яве Кен Арок, захватив власть в небольшом княжестве Тумапел, убил прежнего правителя Тунггул Аметунга и женился на его вдове Кен Дедес, которая была в это время беременна Анусапати. В дальнейшем Кен Арок захватил власть во всей центральной и восточной Яве и основал своё собственное королевство Сингасари. Таким образом, Анусапати является родным сыном Тунггул Аметунга, последнего правителя княжества Тумапел, и пасынком первого короля Сингасари Кен Арока :185–188.
Захватив власть в княжестве Тумапел, Кен Арок усыновил Анусапати, воспитав его как родного сына. В дальнейшем, однако, Анусапати возглавил заговор против своего отчима и, убив его, стал вторым правителем Сингасари.

## Заговор против Кен Арока
Летопись Параратон изобилует красочными подробностями, касающимися судьбы Кен Арока и Анусапати, большая часть из которых является литературной фантазией. Согласно преданию, для убийства Тунггул Аметунга Кен Арок попросил кузнеца Мпу Гандринга выковать магический крис (разновидность яванского кинжала). Во время возникшей между ними ссоры, Кен Арок смертельно ранил Мпу Гандринга, за что кузнец проклял убийцу, предсказав, что он и семь поколений его потомков будут убиты этим кинжалом. В дальнейшем Анусапати узнал правду о своём происхождении и отомстил за отца, убив Кен Арока тем же проклятым кинжалом, от которого погиб его отец. Судьба Анусапати также кончилась трагически — он был убит сыном Кен Арока от первой жены Панджи Тохджая. Орудием убийства также послужил проклятый кинжал Мпу Гандринга, однако вопреки предсказанию кузнеца на этом кровавый путь кинжала закончился.
За фабулой летописного предания с трудом прослеживаются реальные исторические события. Предполагается, что Кен Арок, захватив власть в королевстве в результате крестьянского восстания, частично заменил предыдущую администрацию своими сторонниками, частично оставил на местах старую феодальную аристократию. В результате при дворе Кен Арока возникли две партии, одна из которых была недовольна заигрыванием короля с аристократами, другая стремилась вернуть к власти древние феодальные роды. Анусапати как сын последнего правителя Тумапела Тунггул Аметунга был по праву рождения законным преемником тумапельского князя, однако официально он считался сыном Кен Арока и в глазах большинства народа не принадлежал к старой аристократии. Благодаря этому он смог привлечь к заговору бывшего соратника Кен Арока, вожака крестьянского отряда из деревни Батил, занимавшего высокий пост при дворе в Кутарадже. Он передал магический кинжал, которым Кен Арок убил его отца, человеку из Батила, и тот заколол короля за обеденным столом. Когда заговорщик вернулся к Анусапати, чтобы сообщить об успехе покушения, тот, в свою очередь, заколол его тем же кинжалом.
Как и рассчитывал Анусапати, его участие в убийстве Кен Арока не получило огласки. Официально было объявлено, что один из придворных убил короля в состоянии невменяемости.
У Кен Арока было восемь детей — три сына и дочь от главной жены Кен Дедес и три сына и дочь от младшей жены Кен Уманг. Однако трон унаследовал Анусапати, который, видимо, обладал в государстве реальной силой.

## Правление
Правление Анусапати (1227—1249), по всей видимости, было временем феодальной реакции. Согласно летописи, Анусапати постоянно опасался за свою жизнь. Он везде появлялся в сопровождении стражи, большую часть времени проводил в дворце (кратоне), а его спальня была окружена рвом с водой. По-видимому, социальный конфликт, потрясший страну в начале XIII в., ещё не угас. Однако менее всего он боялся сыновей Кен Арока. Его единоутробные братья не имели политических амбиций и ни разу во время его правления не покушались на власть. Со своим сводным братом, Тохджайей, старшим сыном  Кен Арока от простолюдинки Кен Уманг, Анусапати тоже находился в хороших отношениях и не видел в нём соперника.
Как и его отчим Кен Арок, Анусапати пал жертвой заговора. Заговор возглавил его сводный брат, сын Кен Арока Панджи Тохджайя. По преданию, Анусапати был убит тем же самым магическим кинжалом, от которого ранее погибли Тунггул Аметунг и Кен Арок.
Другую версию правления Анусапати предлагает Нагаракертагама, историческая поэма, написанная в 1365 году. Согласно  этой версии, Анусапати — сын Кена Арока, а персонаж по имени Тунггул Аметунг в поэме не упоминается. Анусапати правил с 1227 года, подчинив всю территорию Явы, его правление характеризуется спокойствием и миром. Он умер в 1248 году, после его смерти был основан храм в Кидале, где ему поклонялись как богу Шиве.

## Гибель
В 1249 году, по-видимому, произошел последний всплеск крестьянского движения, во главе которого встал Тохджайя, старший сын Кен Арока и сводный брат Анусапати. Согласно летописи, Тохджайя случайно узнал правду о гибели отца и ждал подходящего случая для мести. Однажды, когда, сводные братья наблюдали петушиный бой (любимое развлечение Анусапати), Тохджайя попросил Анусапати одолжить ему магический крис и заколол короля. После убийства он сам занял королевский трон.
В этом предании, видимо, опущены какие-то важные подробности. Маловероятно, что Тохджайя в одиночку одолел многочисленных телохранителей Анусапати и будучи явным убийцей короля смог занять его место. Скорее всего, Тохджайя овладел троном, возглавив антифеодальное восстание. В пользу этого говорят средневековые яванские источники, авторы которых демонстрируют явные симпатии к аристократам. В летописи Параратон Тохджайя изображается жестоким и коварным убийцей, истреблявшим своих ближайших родственников. В Нагаракертагаме правление Тохджайи вообще опущено, хотя уделяется большое внимание деятельности потомственных аристократов — короля Кертаджайи и его потомка Джайякатванга, которые были злейшими врагами королевства Сингасари.